# Jaime Daniel Melão Simões
Jaime Daniel Melão Simões (sinh ngày 11 tháng 6 năm 1989 ở Santarém), hay đơn giản Jaime, là một cầu thủ bóng đá người Bồ Đào Nha thi đấu cho Leixões S.C. mainly ở vị trí trung vệ.